# جياردية
الجياردية (باللاتينية: Giardia) جنس من الطفيليات المسوّطة اللاهوائية من الأوالي، والتي تستعمر الأمعاء الدقيقة للعديد من الفقاريات. تمر خلال دورة حياتها عبر شكلين، هما الأتروفة التي تسبح باستخدام السياط والكيسات التي تغزو الأنسجة وتقاوم العوامل الخارجية. سمي جنس الجيارديا على شرف عالم الحيوان الفرنسي ألفريد ماتيو جيار.

## الخصائص
تشترك الجياردية مع المتضاعفات الأخرى بأن لها نواتان ترتبط كل واحدة منهما بأربعة سياط، وليس لها متقدرات ولا جهاز غولجي. لكنها تحوي بقايا متقدرية تسمى جسيمات تفتّلية، إلا أن هذه الجسيمات لا تشارك في إنتاج ثلاثي فوسفات الأدينوسين لكنها تساهم في إنضاج بروتينات سلفيد الحديد.

## التصنيف
تم وصف نحو 40 نوعاً من الجيارديات المستفردة من حيوانات مختلفة، إلا أن الكثير منها قد يشكل مترادفات، ويتم الاعتراف حالياً بخمسة أو ستة أنواع متباينة مورفولوجياً. تصيب الجياردية اللمبلية (مرادفات: الجياردية المعوية، الجياردية العفجية) الإنسان وبعض الثدييات الأخرى، والجياردية الفأرية موجودة في ثدييات غير الإنسان.